# 30 Anos de Chaves
30 Anos de Chaves foi uma remontagem comemorativa da série El Chavo del Ocho. Foi produzida e transmitida no Brasil pelo SBT em 2011, com humoristas de A Praça é Nossa, dentre outros artistas do SBT.
Ao contrário do que o título dá a entender, o aniversário de 30 anos que comemora é o da própria emissora, criada em 1981; não do personagem Chaves, criado em 1971; nem do seriado original, criado entre 1972 e 1973; e nem mesmo da retransmissão brasileira, iniciada em 1984.[carece de fontes?]

## Produção
A gravação do episódio ocorreu em 12 de agosto de 2011, em uma réplica do estúdio do seriado original, que demorou duas semanas para ser produzido. Inicialmente, Marília Gabriela estava cotada para viver Dona Florinda, mas por causa de alguns compromissos, foi substituída por Lívia Andrade.

## Sinopse
O episódio exibido é uma remontagem de Bilhetes Trocados, na qual Professor Girafales chega na vila e diz para Dona Florinda que havia escrito em um papel rosa com os seus sentimentos sobre ela. Mas, acaba deixando cair do bolso. Chiquinha encontra-o depois.
Voltando para casa, Seu Madruga pede à Chiquinha que vá até o açougueiro e lhe entrega um papel branco com o que ela deve comprar. Ela acaba lendo o papel rosa, achando que foi seu pai que havia escrito uma carta amorosa para o açougueiro. Sem vontade de ir ao açougueiro, Chiquinha pede para Chaves ir em seu lugar, dizendo que seu pai iria dar um sanduíche de presunto. Logo após, Quico procura o bilhete que o Professor Girafales havia escrito para Dona Florinda e Chiquinha entrega o papel branco, com o pedido que seu pai havia feito para o açougueiro.

## Elenco
| Ator                      | Personagem          | Episódios       | Episódios | Episódios |
| Ator                      | Personagem          | 1               | 2         | 3         |
| Principal                 | Principal           | Principal       | Principal | Principal |
| ------------------------- | ------------------- | --------------- | --------- | --------- |
| Renê Loureiro             | Chaves              | Principal       |           |           |
| Alexandre Porpetone       | Chaves              | Does not appear | Principal | Principal |
| Marlei Cevada             | Chiquinha           | Principal       | Principal | Principal |
| Felipe Levoto             | Seu Madruga         | Principal       | Principal | Principal |
| Ratinho                   | Senhor Barriga      | Principal       | Principal | Principal |
| Christina Rocha           | Dona Clotilde       | Principal       | Principal | Principal |
| Lívia Andrade             | Dona Florinda       | Principal       | Principal | Principal |
| Zé Américo                | Quico               | Principal       | Principal | Principal |
| Carlos Alberto de Nóbrega | Professor Girafales | Principal       |           |           |
| Celso Portiolli           | Professor Girafales | Does not appear | Principal | Principal |

## Exibição
O programa foi exibido primeiramente no dia 19 de agosto de 2011 com o episódio Bilhetes Trocados. E retornou no mês de dezembro do mesmo ano, para exibição dos especiais inéditos de Natal e Ano Novo.
No dia 25 de fevereiro de 2018, o especial foi reexibido no programa Quem não viu, vai ver, e novamente no dia 22 de dezembro do mesmo ano o especial foi reexibido mais uma vez no mesmo programa como especial das festas de fim de ano do SBT.